# Kategorie pozemních komunikací
Z hlediska Zákona o pozemních komunikacích se v České republice rozlišují čtyři kategorie pozemních komunikací: dálnice, silnice (třída I.–III.), místní komunikace (třída I.-IV.) a účelová komunikace. Poslední novela zák. 13/1997 Sb. a zák. č. 361/2000 Sb., která byla provedena zákonem č. 268/2015 Sb. přinesla velké legislativní změny, mj. i v kategorizaci silnic (byl zrušen pojem „rychlostní silnice“).
Z hlediska technických norem, jejichž terminologie není zcela kompatibilní s terminologií právních předpisů, návrhová kategorie silnice je zlomek, který má v čitateli písmeno označující charakter komunikace (S, R, D nebo P) a šířku komunikace v metrech; ve jmenovateli návrhovou rychlost v km/h.

## Kategorie a označování pozemních komunikací podle zákona
Český Zákon o pozemních komunikacích rozlišuje čtyři kategorie pozemních komunikací:
- dálnice jsou označeny dopravní značkou s jednociferným nebo dvojciferným číslem v červeném poli, jinak se číslo obvykle používá v evidenci (nikoliv na dopravních značkách) ve spojení s písmenem D.
- silnice
  - silnice I. třídy jsou označeny dopravní značkou s jednociferným nebo dvojciferným číslem v modrém poli,
  - silnice II. třídy se označují dopravní značkou s trojciferným číslem v modrém poli,
  - silnice III. třídy mají v evidenci čtyřciferná nebo pěticiferná čísla, která se dopravními značkami neoznačují, zpravidla se neuvádějí ani v běžných mapách pro veřejnost, jsou však uváděny na číslech objektů na komunikaci (mostech, tunelech ap.). Čísla se odvozují z čísla nejbližší komunikace I. nebo II. třídy.[1]
- místní komunikace; rozlišují se třídy I. až IV., přičemž místní komunikace IV. třídy jsou zejména pěší komunikace.
- účelová komunikace; účelové komunikace nepodléhají evidenci a zákon neomezuje, kdo smí být jejich vlastníkem. Mohou být buď veřejně přístupné nebo neveřejné, nevztahuje se však na ně institut obecného užívání ani povinnost zajistit schůdnost chodníku pro majitele přilehlé nemovitosti.

Ramena jednosměrných silnic se v evidenci označují indexem velkým písmenem. Označení silnice se v praxi v textech či evidenci doplňuje na začátku před lomítkem označením třídy římskou číslicí, například silnice II/603.
Označení evropských mezinárodních silnic tvořené písmenem E a číslem se v evidenci i na dopravních značkách používá jen jako doplňující označení souběžně se základním číslem silnice.
Kilometrovníky se vybavují jen dálnice a silnice I. třídy.
Místní komunikace se pro evidenční účely označuje číslem psaným arabskými číslicemi, za nímž je uvedeno písmeno malé abecedy označující třídu místní komunikace. Číslování je vedeno odděleně pro každou třídu místních komunikací. Místní komunikace I. třídy mají rozlišovací písmeno a (například 1a, 15a), místní komunikace II. třídy písmeno b, III. třídy písmeno c a IV. třídy písmeno d.

## Dělení dle charakteru provozu
Dle charakteru provozu se pozemní komunikace dělí na:
- silnice s neomezeným přístupem (S)
- silniční komunikace s omezeným přístupem (R) a (D)

## Návrhové kategorie podle technických norem

### Charakter komunikace
- D – dálnice
- R – rychlostní komunikace
- S – silnice
- M – místní komunikace
  - MR – místní rychlostní komunikace
  - MS – místní sběrná komunikace
    - MST – místní sběrná komunikace s tramvají

  - MO – místní obslužná komunikace
    - MOT – místní obslužná komunikace s tramvají
- P – polní cesta

### Kategorijní šířky a návrhové rychlosti
Technické normy (ČSN) stanovují typizované návrhové kategorie, kde písmeno značí druh komunikace, první číslo celkovou šířku (mezi svodidly, směrovými sloupky) a za lomítkem návrhovou rychlost. Jsou to:
Silnice III. tříd:
- S 4,0/30; S 4,0/40 (1 pruh) – použije se zejména pro rekonstrukce stávajících koncových úseků silnic III. tříd a pro veřejně přístupné účelové komunikace
- S 6,5/50; S 6,5/60 (1+1 pruh) – použití jen při provozních intenzitách nižších než 1 000 vozidel/24hodin v obou směrech
- S 7,5/50; S 7,5/60; S 7,5/70 (1+1 pruh)

Silnice II. tříd:
- S 7,5/50; S 7,5/60; S 7,5/70 (1+1 pruh)
- S 9,5/60; S 9,5/70; S 9,5/80 (1+1 pruh)

Silnice I. tříd:
- S 9,5/60; S 9,5/70; S 9,5/80 (1+1 pruh) – S 9,5/60 nelze použít na mezinárodních silnicích
- S 11,5/70; S 11,5/80; S 11,5/90 (1+1 pruh)
- S 20,75/70; S 20,75/80; S 20,75/90 (2+2 pruhy) – do osy středního dělicího pásu se umístí betonové svodidlo nebo jiný záchytný systém
- S 24,5/70; S 24,5/80; S 24,5/100 (2+2 pruhy)

Rychlostní silnice:
- R 25,5/80; R 25,5/100; R 25,5/120 (2+2 pruhy)
- R 27,5/80; R 27,5/100; R 27,5/120 (2+2 pruhy)
- R 33,5/80; R 33,5/100; R 33,5/120 (3+3 pruhy)

Dálnice:
- D 27,5/80; D 27,5/100; D 27,5/120 (2+2 pruhy)
- D 33,5/80; D 33,5/100; D 33,5/120 (3+3 pruhy)

Kategorie lesních a polních cest jsou označovány obdobně, počáteční písmeno je L nebo P.
- hlavní polní cesty – P 7,0/50; P 4,0/30
- vedlejší polní cesty – P 4,5/30; P 3,5/30
- doplňkové polní cesty – P 3,5/30; P 3,0/30

V letech 2004–2006 jsou projednávány zásadní revize souvisejících technických norem, v jejichž rámci může dojít ke změnám.

## Funkční třídy
Funkční třídy vycházejí z označení písmeny A–D (A je nejvyšší třída) ve spojení s číslicí (např. B2, D3 atd.).

## Označení v topografických mapách
V topografických mapách se užívá alternativní označení pozemních komunikací charakterizující jejich základní vlastnosti – šířku a druh povrchu. Nejčastěji jsou uvedena dvě čísla a jedno písmeno, např. 5(6)A, kde první číslo určuje šířku vozovky, druhé v závorce celkovou šířku komunikace a písmeno pak druh povrchu, u místních komunikací malé šíře bývá číslo v závorce vynecháno.
V případě dálnic se rovněž neuvádí číslo v závorce a naopak bývá zapsán počet samostatných komunikací (typicky 10x2A), v některých případech ovšem číslo určující šířku definuje šířku celkovou a někdy pouze šířku vozovky.

### Druhy povrchu
A – asfalt
B – beton
D – dlažba
Š – štěrk
D/A – dlažba pokrytá asfaltem

## Kategorie pozemních komunikací ve Slovenské republice
Na Slovensku je kategorie dálnic a kategorie silnic I. až III. třídy obdobná jako v České republice, avšak místní a účelové komunikace jsou kategorizovány jako cesty nižšej kategórie (silnice nižší kategorie). Rychlostní a některé sběrné místní komunikace jsou cestami IV. třídy, některé sběrné a některé obslužné místní komunikace jsou cestami V. třídy a méně významné obslužné komunikace a nemotoristické komunikace jsou cestami VI. třídy. Některé zákony přitom slovo cesta používají nejen pro silnice, ale jako legislativní zkratku pro všechny pozemní komunikace.

## Mezinárodní silnice
Mezinárodní silnice je  dálnice či silnice zařazená do sítě mezinárodních silnic. Tyto trasy mají jednotné číslování, začínající písmenem E. Označují se zelenou tabulkou s tímto číslem. Územím České republiky prochází 9 hlavních a 4 vedlejší mezinárodní silnice. Hlavní evropské tahy mají za písmenem E dvojmístné číslo a vedlejší mají za písmenem E trojmístné číslo. Tyto silnice jsou označeny informativní dopravní značkou na zeleném podkladu IS 17 „Číslo silnice po mezinárodní provoz“.